# Mărunţei
Mărunţei es una comuna ubicada en el distrito de Olt, Rumania.

## Superficie
Posee una superficie de 60,15 kilómetros cuadrados.

## Demografía
Hasta 2021 la población era de 3627 habitantes, con una densidad de población de 60,30 habitantes por kilómetro cuadrado.